# Comuna de Nowy Wiśnicz
Nowy Wiśnicz (polaco: Gmina Nowy Wiśnicz) é uma gminy (comuna) na Polónia, na voivodia de Pequena Polónia e no condado de Bocheński. A sede do condado é a cidade de Nowy Wiśnicz.
De acordo com os censos de 2004, a comuna tem 12 821 habitantes, com uma densidade 155,4 hab/km².

## Área
Estende-se por uma área de 82,49 km², incluindo:
- área agricola: 65%
- área florestal: 26%

## Demografia
Dados de 30 de Junho 2004:
|                      | Total   | Total | Mulheres | Mulheres | Homens  | Homens |
| -------------------- | ------- | ----- | -------- | -------- | ------- | ------ |
|                      | pessoas | %     | pessoas  | %        | pessoas | %      |
| População            | 12 821  | 100   | 6478     | 50,5     | 6343    | 49,5   |
| Densidade (pop./km²) | 155,4   | 100   | 78,5     | 78,5     | 76,9    | 76,9   |

De acordo com dados de 2002, o rendimento médio per capita ascendia a 1304,59 zł.

## Subdivisões
- Chronów, Kobyle, Kopaliny, Królówka, Leksandrowa, Łomna, Muchówka, Olchawa, Połom Duży, Stary Wiśnicz, Wiśnicz Mały.

## Comunas vizinhas
- Bochnia, Bochnia, Brzesko, Gnojnik, Lipnica Murowana, Trzciana, Żegocina